# Milan Potočnik
Milan Potočnik, slovenski skladatelj in pianist, * 23. marec 1936, Kranj, † 2004.
Glasbeno izobrazbo je prejel na glasbenem oddelku Višje pedagoške šole v Ljubljani leta 1968. Deloval je kot baletni korepetitor, glasbeni pedagog in zborovodja. Potočnikov skladateljski opus obsega večinoma glasbene miniature za komorne in vokalne zasedbe.